# Contea di Orange (Florida)
La contea di Orange (in inglese Orange County) è una contea dello Stato della Florida negli Stati Uniti d'America. Il suo capoluogo amministrativo è Orlando.

## Geografia fisica
La contea ha un'area di 2 601 km² di cui il 9,63% è coperto da acque interne. Confina con:
- Contea di Volusia - nord-est
- Contea di Brevard - est
- Contea di Osceola - sud
- Contea di Polk - sud-ovest
- Contea di Seminole - nord
- Contea di Lake - ovest

## Storia
Inizialmente chiamata Contea di Mosquito, in seguito, nel 1845, fu rinominata in Contea di Orange per i frutti che costituivano il prodotto principale della zona. Il punto massimo di estensione venne raggiunto negli anni settanta con la bellezza di 320 km² di piantagioni di arance. Molte di queste piantagioni furono distrutte durante le basse temperature raggiunte nei primi anni ottanta. L'industria agricola non si sarebbe più completamente ripresa e comunque la situazione demografica della contea è in continua espansione grazie all'industria turistica e cinematografica dovuta alla creazione del Disney World e degli Universal Studios.
Nel 1951 un'indagine intensiva dell'FBI scoprì un'organizzazione di 300 persone del Ku Klux Klan con sede ad Orlando, Winter Garden ed Apopka.

## Città principali
- Apopka
- Belle Isle
- Edgewood
- Maitland
- Ocoee
- Orlando
- Winter Garden
- Winter Park
- Meadow Woods

## Politica
| Anno | Repubblicani | Democratici | Altri |
| ---- | ------------ | ----------- | ----- |
| 2004 | 49,6%        | 49,8%       | 0,6%  |
| 2000 | 48%          | 50,1%       | 1,9%  |
| 1996 | 45,9%        | 45,7%       | 8,4%  |
| 1992 | 45,9%        | 34,9%       | 19,2% |
| 1988 | 67,9%        | 31,3%       | 0,8%  |